# Mikitamäe (plaats)
Mikitamäe (Seto: Mikitämäe of Mikidämäe; Russisch: Микитамяэ) is een plaats in de gemeente Setomaa in de Estlandse provincie Võrumaa. De plaats heeft de status van dorp (Estisch: küla). 
Mikitamäe is een van de dorpen waar naast Estisch ook Seto wordt gesproken. In het dorp staat de oudste orthodoxe dorpskapel (tsässon) van Setomaa, die uit 1693 dateert. Een tweede exemplaar werd in 1998 gebouwd. Het dorp heeft ook een kerkhof, dat in gebruik is geweest tussen de 13e en midden 19e eeuw.
Tugimaantee 45, de secundaire weg van Tartu via Räpina naar Värska, loopt door Mikitamäe.

## Bevolkingsontwikkeling
De bevolkingsontwikkeling verliep vanaf 1993 als volgt:
| Jaar            | 1993 | 2000 | 2011 | 2018 | 2020 | 2021 |
| --------------- | ---- | ---- | ---- | ---- | ---- | ---- |
| Aantal inwoners | 404  | 355  | 267  | 235  | 247  | 256  |

## Geschiedenis
De naam van de plaats wisselde nogal: Никитина Гора (Nikitina Gora) in 1500, Микиткино (Mikitkino) in 1585, Микитина (Mikitina) in 1686, weer Никитина гора in 1790, Mikitämäe in 1886, Mikitamäe of Mikita mäe in 1903, Mikitämäe of Никитина Гора in 1904, Nikitino-Gora in 1922, Miktämäe in 2002.
Voor Mikitamäe en het omringende gebied had vooral de Noordse Oorlog tussen 1655 en 1660 rampzalige gevolgen. Na de oorlog lagen in de omgeving van Mikitamäe 28 dorpen die geen inwoners meer hadden, waarvan een groot deel compleet verwoest was.
Mikitamäe behoorde in de 17e eeuw indirect en in de 18e eeuw direct tot de bezittingen van het klooster van Petsjory. In de 19e eeuw lag het dorp in een nulk, een regio waar de taal Seto werd gesproken, de nulk Poloda. Poloda lag in de gemeente Lobotka met Lobotka als hoofdplaats. Het gebied kwam pas in 1919, tijdens de Estische Onafhankelijkheidsoorlog, onder Estland; daarvoor viel het onder het Gouvernement Pskov. In 1922 werd van de gemeente Lobotka een aparte gemeente Mikitämäe afgesplitst met Mikitämäe als hoofdplaats. Tussen 1950 en 1992 was de gemeente vervangen door een dorpssovjet, eerst binnen het rajon Räpina en vanaf 1961 binnen het rajon Põlva. Tussen 1992 en 2017 bestond er weer een gemeente Mikitämäe.
In 1977 werd het buurdorp Soelaanõ bij het dorp Mikitamäe gevoegd.
Tot oktober 2017 was Mikitamäe de hoofdplaats van de gemeente Mikitamäe. In die maand werd Mikitamäe bij de gemeente Setomaa gevoegd. Daarmee verhuisde de gemeente tegelijk van de provincie Põlvamaa naar de provincie Võrumaa.

## Foto's

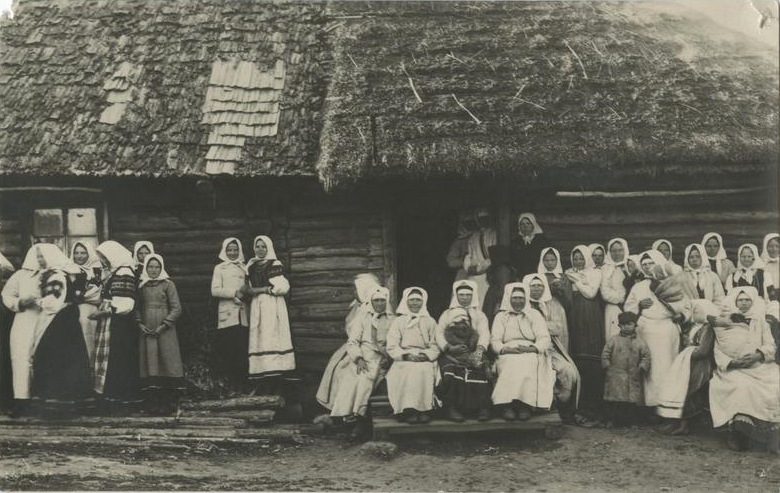
Vrouwen in Setodracht, jaren twintig van de 20e eeuw
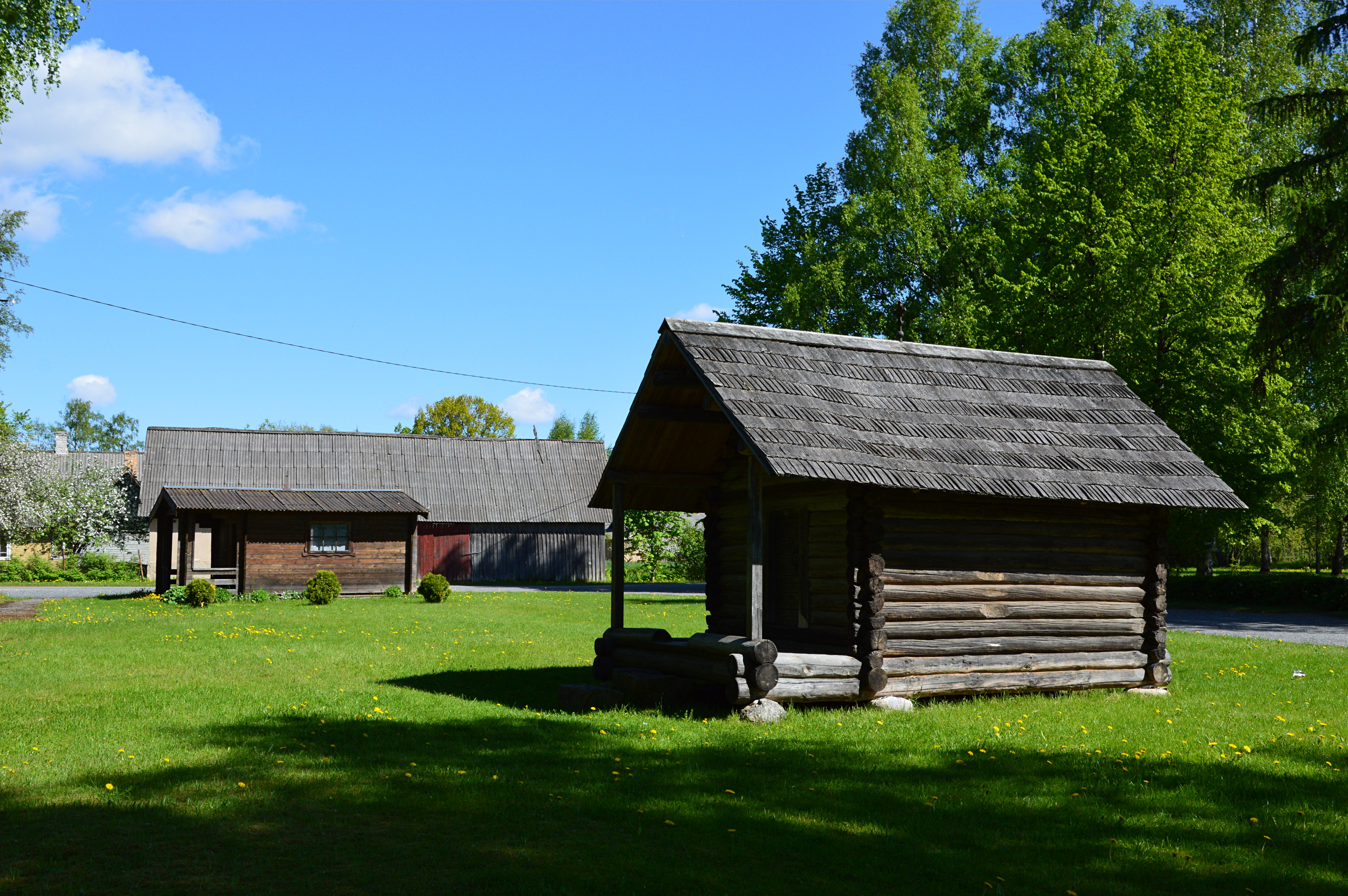
De kapellen van Mikitamäe, voor de oude, achter de nieuwe
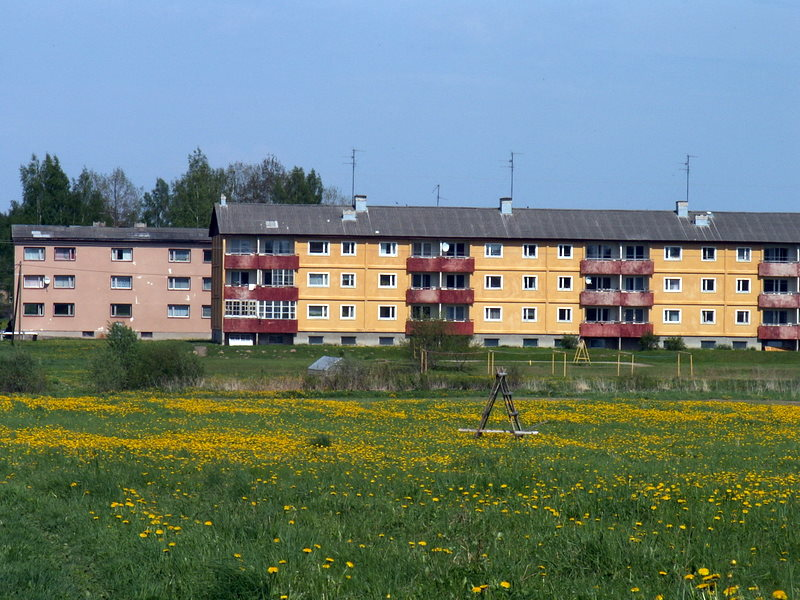
Flats in Mikitamäe